# Atsuki Wada
Atsuki Wada (和田 篤紀 Wada Atsuki?, nacido el 9 de febrero de 1993 en Hyogo) es un futbolista japonés que se desempeña como centrocampista.

## Trayectoria

### Clubes
| Club                | País          | Año         |
| ------------------- | ------------- | ----------- |
| Kyoto Sanga FC      | Japón         | 2015 - 2016 |
| Seoul E-Land FC     | Corea del Sur | 2017        |
| Suzuka Unlimited FC | Japón         | 2018 -      |

## Estadística de carrera

### J. League
| Club           | Año   | J. League | J. League | Copa J. League | Copa J. League | Total | Total |
| Club           | Año   | Part.     | Goles     | Part.          | Goles          | Part. | Goles |
| -------------- | ----- | --------- | --------- | -------------- | -------------- | ----- | ----- |
| Kyoto Sanga FC | 2015  | 9         | 0         | -              | -              | 9     | 0     |
| Kyoto Sanga FC | 2016  | 0         | 0         | -              | -              | 0     | 0     |
| Total          | Total | 9         | 0         | 0              | 0              | 9     | 0     |